# Kurt Pietzsch
Albin Kurt Pietzsch (* 29. September 1884 in Altstadt-Borna; † 27. September 1964 in Penig) war viele Jahre Direktor und Chefgeologe des staatlichen Geologischen Dienstes Freiberg sowie Professor.
Zu Ostern 1903 erlangte Pietzsch das Zeugnis der Reife am Bornaer Realgymnasium. An der Universität Leipzig studierte er Naturwissenschaften und Mathematik. Beginnend ab dem Sommersemester 1905 war er für ein Jahr an der Universität Heidelberg immatrikuliert.
Pietzsch legte 1909 seine Dissertation Die geologischen Verhältnisse der Oberlausitz zwischen Görlitz, Weissenberg und Niesky an der Philosophischen Fakultät der Universität Leipzig zur Erlangung der Doktorwürde vor. Im November 1933 unterzeichnete er das Bekenntnis der deutschen Professoren zu Adolf Hitler.
Er war Herausgeber des Buches Geologie von Sachsen (VEB Deutscher Verlag der Wissenschaften, Berlin, 3. Auflage, 1962).

## Schriften
- Die geologischen Verhältnisse der Lausitz zwischen Görlitz, Weißenberg und Niesky, Z. d. Dt. Geolog. Ges., Band 61, 1909, S. 35–133
- Verwitterungserscheinungen der Auflagerungsfläche des sächsischen Cenomans, Z. d. Dt. Geolog. Ges., Band 65, 1913, S. 594–602
- Über das geologische Alter der dichten Gneise des Sächsischen Erzgebirges, Centralblatt f. Mineral. 1914, S. 202–211
- Die Braunkohlen Deutschlands, in: E. Krenkel (Hrsg.), Hdb. d. Geol. u. Bodenschätze Deutschlands, III. Abt., 1. Bd., 1925
- Kurze Übersicht der Heilquellen im Freistaat Sachsen, herausgegeben vom sächsischen Landesgesundheitsamt, 1922, S. 224
- Abriß der Geologie von Sachsen, Berlin: Volk und Wissen 1951, 3. Auflage 1962
- Kritische Betrachtungen der Anschauungen über die Gebirgsbildungsphasen im sächsischen Grundgebirge, in: Geotektonisches Symposium H. Stille, 1956, S. 107–119.